# Guerra vandalica
La guerra vandalica fu una guerra combattuta in Nordafrica, nelle zone corrispondenti all'attuale Tunisia e all'Algeria orientale, nel 533–534, tra l'Impero romano d'Oriente e i Vandali. Fu la prima delle guerre di riconquista dell'Occidente di Giustiniano I ed ebbe successo: il regno dei Vandali venne annientato, e l'Africa settentrionale ritornò in mano romana.

## Contesto storico

### Fondazione del Regno dei Vandali
Nel corso del graduale declino e dissoluzione dell'Impero romano d'Occidente cominciato agli inizi del V secolo, la tribù dei Vandali, alleata con gli Alani, si era stabilita nella penisola iberica. Nel 429, il Re dei Vandali Genserico, invitato dal vicarius d'Africa, Bonifacio, che si era rivoltato all'imperatore d'Occidente Valentiniano III (r. 425–455) e stava fronteggiando un'invasione ad opera di truppe imperiali, attraversò lo stretto di Gibilterra con la sua gente, che si narra fossero in 80 000 in totale, penetrando nell'Africa settentrionale romana. I Vandali e gli Alani di Genserico, tuttavia, non miravano ad aiutare il ribelle Bonifacio, bensì ad impadronirsi dell'intera Africa romana. Dopo aver devastato per cinque anni le province dell'Africa romana, nel 435 i Vandali ottennero dalla corte di Ravenna il riconoscimento del loro possesso della Mauretania Caesariensis, Mauretania Sitifensis e della maggior parte della Numidia. La guerra contro l'Impero riprese ben presto, e nell'ottobre del 439, la capitale dell'Africa, Cartagine, cadde in mano vandalica. Nel 442, i Vandali e l'Impero firmarono un nuovo trattato, in base al quale i Vandali restituirono all'Impero le province ottenute con il trattato del 435, ricevendo in cambio il nucleo della diocesi africana, ovvero le floride province della Zeugitana e della Byzacena. Questi avvenimenti segnarono la formazione del Regno dei Vandali, in quanto i Vandali resero Cartagine la propria capitale e si insediarono nei suoi dintorni. Oltre ad ottenere il controllo dei lucrosi traffici commerciali di grano con l'Italia, i Vandali cominciarono inoltre a sferrare spedizioni piratesche che colpirono persino il Mar Egeo, culminando nel sacco di Roma stessa nel 455, che si narra durò due settimane. Successivamente, approfittando del caos che seguì all'uccisione di Valentiniano nel 455, Genserico riconquistò le Mauretanie e, con la sua flotta, si impossessò della Sardegna, della Corsica e delle Isole Baleari. La Sicilia scampò a stento alla stessa sorte grazie al generale romano Ricimero.
Nel corso di questo processo, i Vandali riuscirono a sopravvivere a numerosi tentativi di controffensiva romana: il generale romano-orientale Aspar aveva condotto una fallimentare spedizione nel 431, una spedizione preparata dall'imperatore d'Occidente Maggioriano (r. 457–461) fallì nel 460 dopo che la flotta romana al largo della costa della Spagna fu distrutta o catturata dai pirati Vandali prima ancora che potesse partire, e finalmente, nel 468, Genserico sconfisse una spedizione congiunta di entrambi gli imperi condotta dal generale romano-orientale Basilisco. Subito dopo questa disfatta militare, e in seguito ad ulteriori incursioni dei pirati vandali lungo le coste della Grecia, l'imperatore d'Oriente Zenone (r. 474–491) firmò una "pace perpetua" con Genserico (474/476).

### Relazioni tra Romani e Vandali fino al 533
Lo stato Vandalo era unico in molti aspetti in confronto agli altri regni romano-barbarici che si erano succeduti all'Impero romano d'Occidente: invece di rispettare e continuare l'ordine sociopolitico stabilito dai Romani, essi lo sostituirono completamente con uno proprio. Laddove i re dell'Europa occidentale continuavano a portare rispetto agli imperatori e a battere moneta con i loro ritratti, i re vandali ritraevano essi stessi come re pienamente indipendenti. Inoltre, i Vandali—come la maggior parte dei Germani, aderenti all'Arianesimo—perseguitarono la maggioranza calcedoniana della popolazione locale, specialmente sotto i regni di Unerico (r. 477–484) e Guntamundo (r. 484–496). Gli imperatori di Costantinopoli protestarono per queste persecuzioni, ma, malgrado ciò, la "pace eterna" durò per quasi sessant'anni, e le relazioni si mantennero grossomodo amichevoli, soprattutto durante il regno dell'imperatore d'Oriente Anastasio I (r. 491–518) e del re vandalo Trasamundo (r. 496–523), che adottò una politica tollerante nei confronti dei cristiani non ariani, cessando le persecuzioni.

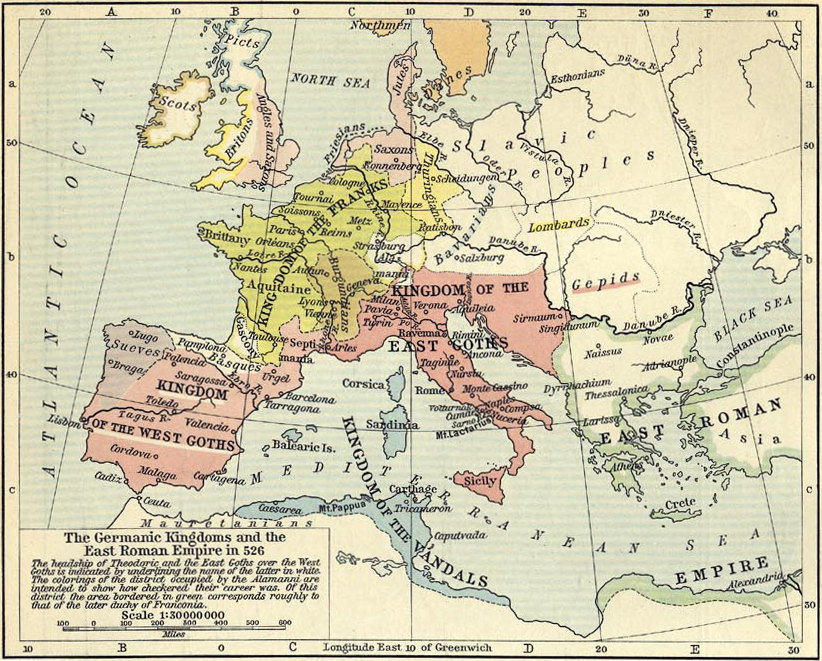
Mappa dell'Impero romano d'Oriente e dei regni romano-barbarici nel Mediterraneo occidentale nel 526

Nel 523, Ilderico (r. 523–530), figlio di Unerico, salì al trono di Cartagine. Egli stesso un discendente di Valentiniano III, Ilderico riallineò il proprio regno instaurando relazioni più amichevoli con l'Impero romano d'Oriente: secondo il resoconto di Procopio di Cesarea, era una persona pacifica e amorevole, che fece cessare le persecuzioni a danno dei Calcedoniani, scambiò doni e ambascerie con Giustiniano (r. 527–565) persino prima dell'ascesa di quest'ultimo al trono, e decise persino di rimuovere la propria immagine dalle sue monete, sostituendola con quella dell'imperatore. Giustiniano evidentemente nutriva delle speranze che questo riavvicinamento avrebbe condotto alla pacifica subordinazione dello stato vandalo all'Impero d'Oriente. Tuttavia, la politica filo-romana di Ilderico, accoppiata con una sconfitta subita contro i Mauri in Byzacena, gli attirò impopolarità presso l'aristocrazia vandalica, la quale, nel 530, lo detronizzò e lo imprigionò eleggendo re al suo posto suo cugino, Gelimero (r. 530–534). Giustiniano sfruttò l'opportunità, chiedendo la restaurazione di Ilderico, ma Gelimero ovviamente rifiutò. Giustiniano chiese quindi che almeno Ilderico venisse liberato e inviato in esilio a Costantinopoli, minacciando la guerra nel caso anche questa richiesta fosse stata rifiutata. Gelimero, non intendendo consegnare a Giustiniano un rivale per il trono, che lo avrebbe utilizzato per gettare discordia nel regno vandalico, e probabilmente sospettando che la guerra sarebbe scoppiata in ogni caso secondo almeno J.B. Bury, rifiutò affermando che questa era una questione interna tra i Vandali.
Giustiniano ora aveva un casus belli per fare guerra ai Vandali, e con la pace restaurata in Oriente nel 532, iniziò a organizzare un esercito per invadere l'Africa. Secondo Procopio di Cesarea, la notizia della decisione presa da Giustiniano di intraprendere una guerra contro i Vandali provocò una grande costernazione presso le élite della capitale, in quanto il ricordo della disfatta del 468 era ancora vivo nelle loro menti. Gli ufficiali finanziari si lamentarono delle grossi spese che avrebbe richiesto la spedizione, mentre gli eserciti erano stanchi per la guerra persiana e temevano la potenza marittima vandalica. La decisione dell'imperatore ricevette invece l'appoggio della Chiesa, anche a causa dell'arrivo a Costantinopoli delle vittime delle persecuzioni rinnovate da Gelimero. Solo il potente e influente prefetto del pretorio d'Oriente, Giovanni di Cappadocia, osò apertamente opporsi alla spedizione, ma Giustiniano non gli diede retta e continuò ad allestire i preparativi per la guerra.

### Preparativi diplomatici e rivolte in Tripolitania e Sardegna
Poco tempo dopo la sua ascesa al potere, la posizione interna di Gelimero cominciò a deteriorarsi in quanto cominciò a perseguitare i suoi politici interni presso l'aristocrazia vandalica, confiscandone le proprietà e giustiziando molti di essi. Queste azioni minarono la già dubbia legittimità del suo regno agli occhi di molti, e contribuirono allo scoppio di due rivolte nelle province remote del Regno vandalico: in Sardegna, nella primavera del 533, Goda, il governatore dell'Isola recentemente designato da Gelimero, incoraggiato e sostenuto dal popolo sardo, svincolò le sorti dell'isola da quelle del regno vandalo assumendo il titolo di "Rex", e poco dopo in Tripolitania, dove la popolazione nativa si era rivoltata contro la dominazione vandalica sotto il comando di un certo Pudenzio. Sebbene la narrativa propizia faccia sembrare entrambe le rivolte delle coincidenze, secondo Ian Hughes il fatto che entrambe le rivolte siano scoppiate proprio poco tempo prima della spedizione romana contro i Vandali, e che sia Goda che Pudenzio chiesero immediatamente rinforzi a Giustiniano (nello stesso periodo in cui si rivoltò, oltre che iniziare a stampare monete; il suo nome appare, nella forma "CVDA", su di una moneta, l'unica attribuibile al suo regno; Goda avrebbe inviato una lettera a Giustiniano, dichiarando di essere disposto ad allearsi ad un sovrano giusto come lui e non ad un tiranno come Gelimero) [non chiaro] sembra suggerire un coinvolgimento diplomatico attivo dell'imperatore nello scoppio delle rivolte.

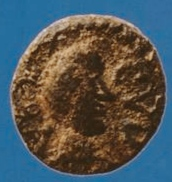
Moneta sarda coniata durante il regno di Goda, rappresentante Goda, con inscrizione latina: REX CVDA

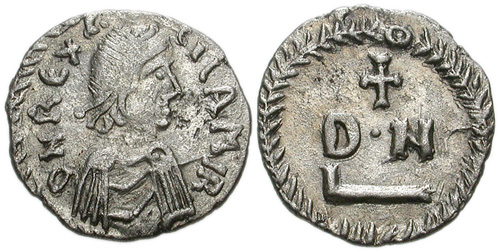
Moneta da cinquanta denarii di Gelimero

In risposta agli emissari di Goda, Giustiniano inviò Cirillo, uno dei comandanti dei foederati, con 400 uomini, di accompagnare la flotta di Belisario per poi salpare per la Sardegna. Gelimero reagì alla rivolta di Goda inviando la maggior parte della sua flotta, 120 dei suoi migliori vascelli, e 5 000 uomini sotto il comando di suo fratello Tzazon per reprimerla. La decisione del re vandalo giocò un ruolo cruciale nell'esito finale della guerra, in quanto, con la potente flotta vandalica (insieme a parte dell'esercito) impegnata altrove a reprimere la rivolta in Sardegna, lo sbarco dei Romani in Africa poté procedere senza ostacoli. Gelimero scelse inoltre di trascurare la rivolta in Tripolitania per il momento, in quanto era una rivolta molto meno seria e in una regione più remota, mentre la carenza di soldati lo costrinse ad attendere il ritorno di Tzazon dalla Sardegna. Al contempo, entrambi i re cercarono di procurarsi degli alleati: Gelimero contattò il re dei Visigoti Theudis (r. 531–548) proponendogli un'alleanza, mentre Giustiniano si assicurò la benevolente neutralità e sostegno del Regno ostrogoto d'Italia, il quale aveva relazioni di inimicizia con i Vandali a causa del maltrattamento ad opera dei Vandali della principessa ostrogota Amalafrida, moglie di Trasamundo. La corte ostrogota accettò prontamente di consentire alla flotta di invasione romana di adoperare il porto di Siracusa in Sicilia e stabilire un mercato per l'approvvigionamento delle truppe romane in quel luogo.

## Forze in campo

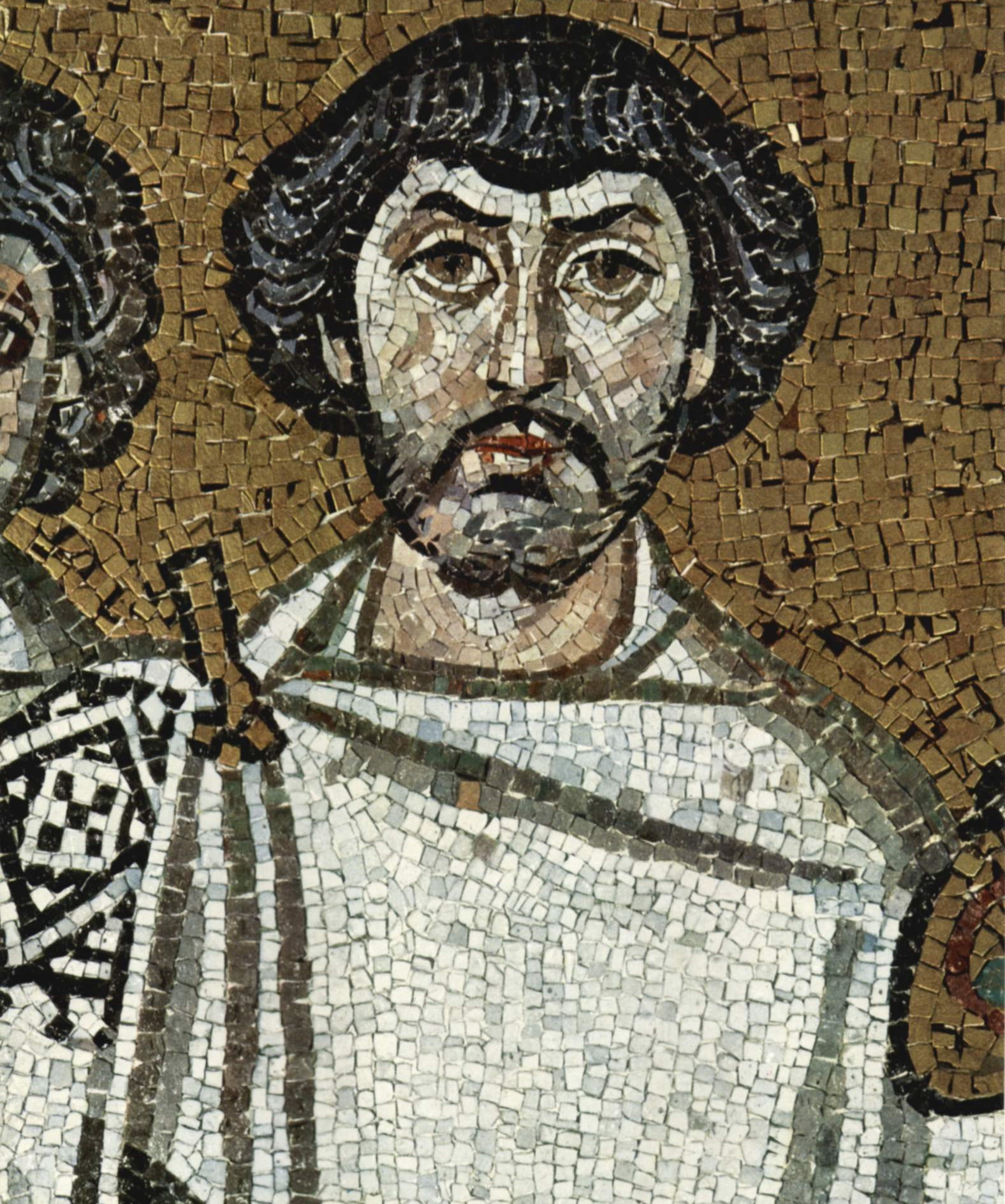
Un membro del seguito dell'imperatore Giustiniano I nel mosaico nella basilica di San Vitale a Ravenna, che è in genere identificato con Belisario.

Giustiniano scelse come comandante della spedizione uno dei suoi migliori generali, Belisario, che si era recentemente distinto sia contro i Persiani che nella repressione della rivolta di Nika. Come osserva Ian Hughes, Belisario era particolarmente adatto a questa missione anche per due altri motivi: era di madrelingua latina, e ci teneva affinché il suo esercito non maltrattasse la popolazione locale, mantenendo la disciplina tra le sue truppe. Entrambe le qualità erano cruciali per ottenere il sostegno della popolazione romano-africana di madrelingua latina. Belisario era accompagnato da sua moglie, Antonina, e da Procopio di Cesarea, il suo segretario, che in seguito scrisse la Storia delle guerre.
Secondo Procopio, l'esercito consisteva in 10 000 fanti, in parte presi dall'esercito di campo (comitatenses) e in parte tra i foederati, e da 5 000 cavalieri. Vi erano inoltre circa 1 500–2 000 dei soldati privati di Belisario (bucellarii), un reggimento d'élite (che potrebbe essere stato incluso nel totale di Procopio per la cavalleria). In aggiunta, presero parte alla spedizione anche due corpi di truppe alleate, con arcieri a cavallo, 600 Unni e 400 Eruli. L'esercito era condotto da ufficiali di esperienza, come l'eunuco Salomone, che fu scelto da Belisario come suo domesticus, e l'ex prefetto del pretorio Archelao, al quale fu affidato il compito di provvedere all'approvvigionamento dell'esercito. L'intera armata fu trasportata su 500 vascelli contenenti 30 000 marinai sotto la guida dell'ammiraglio Calonimo di Alessandria, sorvegliata da 92 dromoni. Secondo la storiografia tradizionale (cfr. ad esempio J.B. Bury), la forza della spedizione era piccola in numeri, specialmente considerata la reputazione militare dei Vandali, e che forse riflette i limiti della capienza di trasporto della flotta, oppure potrebbe essere stata una mossa intenzionale per limitare l'impatto di una eventuale sconfitta. Ian Hughes, tuttavia, commenta che, persino in confronto con gli eserciti dell'Alto Impero romano, l'esercito di Belisario era "una forza grande e ben equilibrata in grado di sconfiggere i Vandali e che potrebbe aver contenuto una proporzione maggiore di alta qualità, truppe affidabili provenienti dagli eserciti stazionati in oriente".
Per quanto riguarda i Vandali, la situazione del loro esercito non è altrettanto chiara. L'esercito vandalico, a differenza di quello dell'Impero d'Oriente, non era né professionale né per lo più composto da volontari, ma comprendeva al contrario ogni maschio idoneo al combattimento del popolo vandalico. Per cui le stime moderne delle forze a disposizione dei Vandali variano in funzione delle stime sulla popolazione totale vandalica, da un picco di 30 000–40 000 uomini su un totale di popolazione vandalica stimato sulle 200 000 persone (Diehl e Bury), a un minimo di 25 000 uomini—o persino 20 000, se vengono tenute in considerazione le loro sconfitte contro i Mauri—per una stima della popolazione di 100 000 abitanti (Hughes). Malgrado la loro reputazione, i Vandali erano diventati man mano meno bellicosi, giungendo a condurre una vita lussuosa tra le ricchezze dell'Africa. Inoltre, il loro stile di combattimento era poco adatto per confrontarsi con i veterani di Belisario: l'esercito vandalico era composto esclusivamente di cavalieri, con armatura alla leggera e armati esclusamente per il combattimento corpo a corpo al punto da trascurare interamente l'uso di archi o giavellotti, in netto contrasto ai catafratti con armature pesanti e agli arcieri a cavallo di Belisario.
I Vandali furono inoltre indeboliti dall'ostilità dei suoi sudditi romani, dall'esistenza presso i Vandali di una fazione fedele a Ilderico, e dalla posizione ambivalente delle tribù dei Mauri.

## Guerra

### L'esercito di Belisario salpa per l'Africa
Con una cerimonia pomposa, alla presenza dell'imperatore Giustiniano e del patriarca di Costantinopoli, la flotta romana salpò il 21 giugno 533. Inizialmente la flotta procedette lentamente, fermandosi per cinque giorni a Heraclea Perinthus in attesa dell'arrivo dei cavalli e per ulteriori quattro giorni a Abydus a causa della mancanza di vento che impediva la navigazione. La flotta lasciò i Dardanelli il 1º luglio, e attraversò il Mar Egeo per fermarsi al porto di Methone, dove fu raggiunta dagli ultimi contingenti di truppe. Belisario approfittò della fermata forzata a causa della mancanza di vento per addestrare le sue truppe e affiatarle. Fu tuttavia proprio a Methone, che 500 soldati perirono di dissenteria per aver mangiato pane andato a male. Secondo Procopio, la responsabilità per l'accaduto cadde sul prefetto del pretorio d'Oriente Giovanni di Cappadocia, che, per risparmiare sui costi per la cottura del pane destinato agli eserciti, lo aveva fatto cuocere soltanto una volta invece delle due previste, con il risultato che il pane andò a male. Giustiniano fu informato, ma non risulta che Giovanni sia stato punito. Belisario prese delle misure per porre rimedio alla situazione, e l'esercito si riprese presto.
Da Methone, la flotta salpò attraversando il Mar Ionio raggiungendo Zacinto, da dove passarono per dirigersi poi verso l'Italia. La navigazione fu rallentata dalla mancanza di vento, e l'esercito soffrì per la mancanza di acqua fresca quando le provviste che avevano comprato andarono a male. Alla fine, la flotta raggiunse Catania in Sicilia, da dove Belisario inviò Procopio a Siracusa per ottenere informazioni sulle attività dei Vandali. Per caso, Procopio incontrò lì un suo amico mercante, il cui servo era appena arrivato da Cartagine. Quest'ultimo informò Procopio che non solo i Vandali erano inconsapevoli dello sbarco imminente in Africa della flotta di Belisario, ma che Gelimero, che aveva appena inviato la spedizione di Tzazon in Sardegna, non si trovava in quel momento a Cartagine, bensì nella piccola città dell'entroterra di Hermione. Procopio informò prontamente Belisario, che ordinò immediatamente all'esercito di reimbarcarsi e partire alla volta della costa africana. Dopo essere salpati da Malta, raggiunsero capo Caputvada, sulla costa occidentale della moderna Tunisia a circa 162 miglia romane (240 km) a sud da Cartagine.

### L'avanzata verso Cartagine e la battaglia di Ad Decimum
Quando la flotta romana raggiunse l'Africa, si tenne una riunione tra Belisario e i suoi subordinati, dove molti dei suoi ufficiali proposero di attaccare direttamente Cartagine, in quanto era l'unica città fortificata del regno dei Vandali, avendo i Vandali demolito le mura delle altre città per impedire una ribellione. Belisario, tuttavia, avendo bene in mente l'esito della spedizione del 468 e temendo di scontrarsi con la flotta vandala, non fu d'accordo e argomentò contro la proposta dei suoi subordinati, riuscendo infine a prevalere. L'esercito dunque sbarcò in quel punto, costruendo un campo fortificato per trascorrere la nottata.
Belisario era consapevole che il successo della spedizione contava sull'ottenere il sostegno della popolazione locale, che aveva largamente conservato la propria identità romana e alla quale si presentò come un liberatore. E fu così che, nel giorno successivo allo sbarco, quando alcuni dei suoi soldati rubarono dei frutti a un abitante locale, egli li punì severamente, e, radunato l'esercito, lo esortò a mantenersi disciplinati e di non adoperare violenze contro la popolazione locale, a meno che non abbandonino le loro simpatie per i Romani e passino dalla parte dei Vandali. L'esortazione di Belisario portò a risultati considerevoli, e Procopio narra che "i soldati si comportarono con moderazione, e non commisero alcun atto ingiusto lungo la via, e [Belisario], mostrando grande gentilezza e dolcezza, portò i Libici dalla sua parte in modo così completo che dovunque arrivava era come se si trovasse a casa propria".
Quindi l'esercito romano cominciò la sua marcia verso nord, seguendo la via costiera. 300 cavalli sotto Giovanni l'Armeno vennero distaccati come avanguardia a circa 3 miglia (4,5 km) davanti all'esercito principale, mentre i 600 Unni coprivano il fianco sinistro dell'esercito. Belisario stesso con i suoi bucellarii condusse la retroguardia, per prevenire ogni attacco di Gelimero, che sapeva si trovasse nelle vicinanze. La flotta seguì l'esercito navigando lungo la costa. La prima città che incontrarono nel corso della loro marcia fu Syllectum, che fu presa da un distaccamento sotto il comando di Boriade con uno stratagemma. Nel tentativo di dividere i Vandali, Belisario diede una lettera di Giustiniano indirizzata ai nobili vandali a un messaggero vandalo catturato, dove l'imperatore sosteneva che stava combattendo per conto del re legittimo Ilderico contro l'usurpatore Gelimero. In quanto il messaggero non osò consegnare la lettera al destinatario, ciò non portò a nulla.

Il piano di Gelimero di accerchiare i Romani a Ad Decimum

Gelimero, nel frattempo, dopo aver appreso l'arrivo dei Romani, ordinò immediatamente al fratello Ammata, che si trovava a Cartagine, di assemblare le forze vandale nelle vicinanze, e di far giustiziare Ilderico e i suoi parenti, mentre il suo segretario Bonifazio ricevette l'ordine di trasportare il tesoro reale su una nave e salpare per la Spagna nel caso avessero vinto i Romani. Privato delle sue truppe migliori, che erano con Tzazon, Gelimero si preparò per uno scontro decisivo, che si sarebbe tenuto in un luogo chiamato Ad Decimum ("alla decima [pietra miliare]") dove aveva ordinato ad Ammata di portare le sue truppe. I Romani avanzarono passando per Thapsus, Leptis Parva, e Hadrumetum, raggiungendo Grasse, dove per la prima volta si scontrarono in una schermaglia con gli esploratori dell'esercito di Gelimero. Dopo un breve scambio di colpi, entrambi gli eserciti si ritirarono nei loro accampamenti. Da Grasse, Belisario diresse il suo esercito ancora più ad occidente, attraversando la penisola di Capo Bon. Questa era la parte della via che portava a Cartagine che presentava maggiori insidie, essendo la flotta non più a portata di mano.
E fu così che, la mattina del 13 settembre, il decimo giorno dall'inizio della marcia a Caputvada, l'esercito romano giunse nelle vicinanze di Ad Decimum. In quel luogo Gelimero aveva pianificato di preparare un'imboscata e accerchiarli, adoperando un esercito, condotto da suo fratello Ammatas per bloccare la loro avanzata e scontrarsi con loro, mentre 2 000 truppe sotto suo nipote Gibamundo avrebbero attaccato il loro fianco destro, e Gelimero stesso con l'esercito principale avrebbe attaccato da dietro e completamente annientato l'esercito romano. Il piano, tuttavia, fallì, in quanto i tre eserciti vandali non riuscirono a sincronizzare i loro movimenti in modo esatto: Ammata arrivò troppo in anticipo e fu ucciso mentre tentava di scontrarsi avendo a disposizione un piccolo esercito con l'avanguardia romana. L'esercito di Gibamundo fu intercettato dai mercenari unni a difesa del fianco e fu annientato. Non consapevole di ciò, Gelimero marciò con l'esercito principale, e si scontro con l'avanguardia romana presente ad Ad Decimum. I Vandali forse avrebbero vinto la battaglia se Gelimero non avesse visto il cadavere di suo fratello e si dimenticò della battaglia. Questo diede a Belisario il tempo di riorganizzare le sue truppe e sconfiggere i disorganizzati Vandali. Gelimero con il resto delle sue truppe fuggì verso occidente in Numidia. La battaglia di Ad Decimum si era conclusa con una netta vittoria romana, lasciando Cartagine senza guarnigione e con le mura in cattivo stato, permettendo così a Belisario di conquistarla agevolmente.

### L'entrata di Belisario a Cartagine e il contrattacco di Gelimero
Fu solo al giungere delle tenebre, quando Giovanni l'Armeno con i suoi soldati e i 600 Unni si riunirono al suo esercito, che Belisario comprese la portata della sua vittoria. La cavalleria trascorse la notte sul campo di battaglia. La mattina successiva, all'arrivo della fanteria (e di Antonina), l'intero esercito cominciò a marciare verso Cartagine, raggiungendola al tramonto dello stesso giorno. I Cartaginesi avevano loro aperto le porte e illuminato la città per celebrare la loro liberazione dai Vandali, ma Belisario, temendo una possibile imboscata nelle tenebre e desiderando tenere sotto stretto controllo i suoi soldati, si trattenne dall'entrare in città, e si accampò nelle sue vicinanze.
 Nel frattempo, la flotta aveva circumnavigato Capo Bon e, dopo aver appreso della vittoria romana, aveva fissato le ancore a Stagnum, a circa 7,5 km da Cartagine. Ignorando le istruzioni di Belisario, Calonimo e i suoi uomini procedettero a saccheggiare l'insediamento mercantile nei sobborghi di Mandriacum.
La mattina del giorno successivo, il 15 settembre, Belisario preparò l'esercito per la battaglia di fronte alle mura cittadina, ma non si presentò alcun nemico, per cui condusse il suo esercito in città, dopo aver esortato di nuovo le sue truppe alla disciplina. L'esercito romano fu accolto come liberatori dalla popolazione, rimasta favorevolmente colpita per la sua moderazione. Mentre Belisario si insediò nel palazzo reale, sedendosi egli stesso sul trono del re, e consumò la cena che Gelimero aveva ordinato gli fosse preparata per quando sarebbe tornato in città da trionfatore, la flotta entrò nel Lago di Tunisi e l'esercito fu alloggiato per tutta la città. I rimanenti Vandali vennero circondati e posti sotto custodia per impedire loro di tramare qualche insidia. Belisario, nel frattempo, inviò Salomone a Costantinopoli per portare all'imperatore la notizia della vittoria, ma aspettandosi una imminente reazione da parte di Gelimero con il suo esercito nel tentativo di riconquistare la città, non perse tempo nell'ordinare la riparazione delle disastrate mura di Cartagine in modo da renderla in grado di resistere a un assedio da parte dei Vandali.

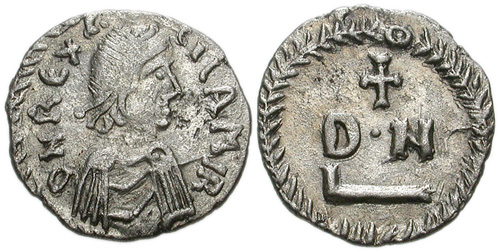
Moneta da 50 denarii di Gelimero

Nelle settimane successive, mentre Belisario rimaneva a Cartagine provvedendo a rinforzare le sue mura, Gelimero si stabilì con i resti del suo esercito a Bulla Regia. Distribuendo denaro era riuscito a rafforzare la fedeltà degli abitanti locali alla sua causa, e aveva inviato messaggeri in Sardegna per ordinare a Tzazon e alle sue truppe, che nel frattempo erano riuscite a reprimere la rivolta uccidendo Goda, di lasciare l'isola per ritornare in Africa. Mentre era in attesa dell'arrivo di Tzazon, l'esercito del re dei Vandali fu rinforzato dall'arrivo di ulteriori fuggitivi dalla battaglia di Ad Decimum, ma anche da un contingente dei suoi alleati Mauri. Molte delle tribù di Mauri della Numidia e della Byzacena, tuttavia, avevano inviato ambascerie a Belisario, giurando fedeltà all'Impero. Alcune di esse avevano persino offerto ostaggi. Nonostante ciò, era chiaro che, finché l'esito della guerra sarebbe stato incerto, nessuno dei due schieramenti poteva contare sulla completa fedeltà dei Mauri. Nel frattempo, messaggeri provenienti da Tzazon, inviati ad annunciare la repressione della rivolta in Sardegna, sbarcarono a Cartagine ignari che la città era caduta in mani nemiche e furono fatti prigionieri, seguiti poco tempo dopo dagli inviati di Gelimero a Theudis, che avevano raggiunto la Spagna in seguito alle notizie dei trionfi romani e che avevano fallito a procurarsi un'alleanza con i Visigoti. Belisario fu inoltre rinforzato dall'arrivo del generale romano Cirillo con un contingente, che era salpato per la Sardegna solo per scoprire che era tornata di nuovo in possesso dei Vandali.
Non appena Tzazon ricevette il messaggio di suo fratello, lasciò la Sardegna e sbarcò in Africa, dove si ricongiunse con Gelimero a Bulla. Il re vandalo era ora determinato ad avanzare su Cartagine. Le sue intenzioni non sono ben chiare; l'interpretazione tradizionale è che sperasse di riconquistare la città bloccandola e prendendola per la fame, ma Ian Hughes ritiene che, mancando le riserve per una guerra lunga, sperava di costringere Belisario a un "singolo, decisivo confronto". Avvicinandosi alla città, l'esercito vandalo tagliò l'acquedotto che riforniva la città di acqua, e cercò di impedire l'arrivo di provviste in città. Gelimero inviò agenti in città per minare la fedeltà degli abitanti all'esercito imperiale. Belisario, che era sempre all'erta temendo possibili tradimenti, decise di dare un esempio facendo impalare un cittadino di Cartagine che intendeva unirsi ai Vandali. Erano tuttavia i mercenari Unni la parte dell'esercito più a rischio di una possibile defezione ai Vandali, in quanto essi erano scontenti per essere stati portati in Africa contro la propria volontà e temevano di rimanere lì come guarnigione. In effetti, agenti vandali li avevano già contattati cercando di convincerli a passare dalla loro parte, ma Belisario riuscì a mantenere la loro fedeltà all'Impero—almeno per il momento—facendo solenni promesse che dopo la vittoria finale sarebbero stati ampiamente ricompensati per i loro servigi e avrebbero ottenuto il permesso di ritornare in patria. La loro fedeltà rimase tuttavia sospetta, e, come i Mauri, gli Unni probabilmente erano in attesa di scoprire chi avrebbe vinto la guerra e passare dalla sua parte.

### Battaglia di Tricamarum e resa di Gelimero
Dopo essersi assicurato la fedeltà della popolazione e dell'esercito, e aver completato la riparazione delle mura, Belisario risolse di scontrarsi con Gelimero in battaglia, e a metà dicembre marciò fuori da Cartagine in direzione dell'accampamento fortificato vandalo a Tricamarum, a circa 28 km da Cartagine. Come a Ad Decimum, la cavalleria romana procedette avanti alla fanteria, e la conseguente battaglia di Tricamarum fu combattuta prevalentemente dalla cavalleria, con l'esercito di Belisario notevolmente in inferiorità numerica. Entrambi gli eserciti mantennero gli elementi di cui si fidavano di meno—i Mauri e gli Unni—come riserva. Dalla parte dei Romani, Giovanni l'Armeno si distinse particolarmente in battaglia, conducendo ripetute cariche al centro dello schieramento vandalo, e uccidendo Tzazon. A ciò seguì un attacco generale romano lungo la parte anteriore e il collasso dell'esercito vandalo, che si ritirò nel suo accampamento. Gelimero, compreso che tutto era perduto, fuggì con un piccolo seguito in Numidia, mentre i rimanenti Vandali abbandonarono ogni pensiero di resistere e abbandonarono il loro accampamento al saccheggio dei Romani. Come la precedente battaglia a Ad Decimum, è ancora da notare che Belisario fallì nel mantenere unite le proprie forze, e fu costretto a combattere in una considerevole inferiorità numerica. Come osserva Bury, "C'è spazio per chiedersi se Belisario sarebbe stato irrimediabilmente sconfitto se solo gli fosse stato opposto un comandante di qualche abilità ed esperienza nella guerra. Il suo segretario, Procopio, esprime stupore per l'esito della guerra, e non esita a considerarlo non come il risultato di una strategia superiore, ma come un paradosso della fortuna".

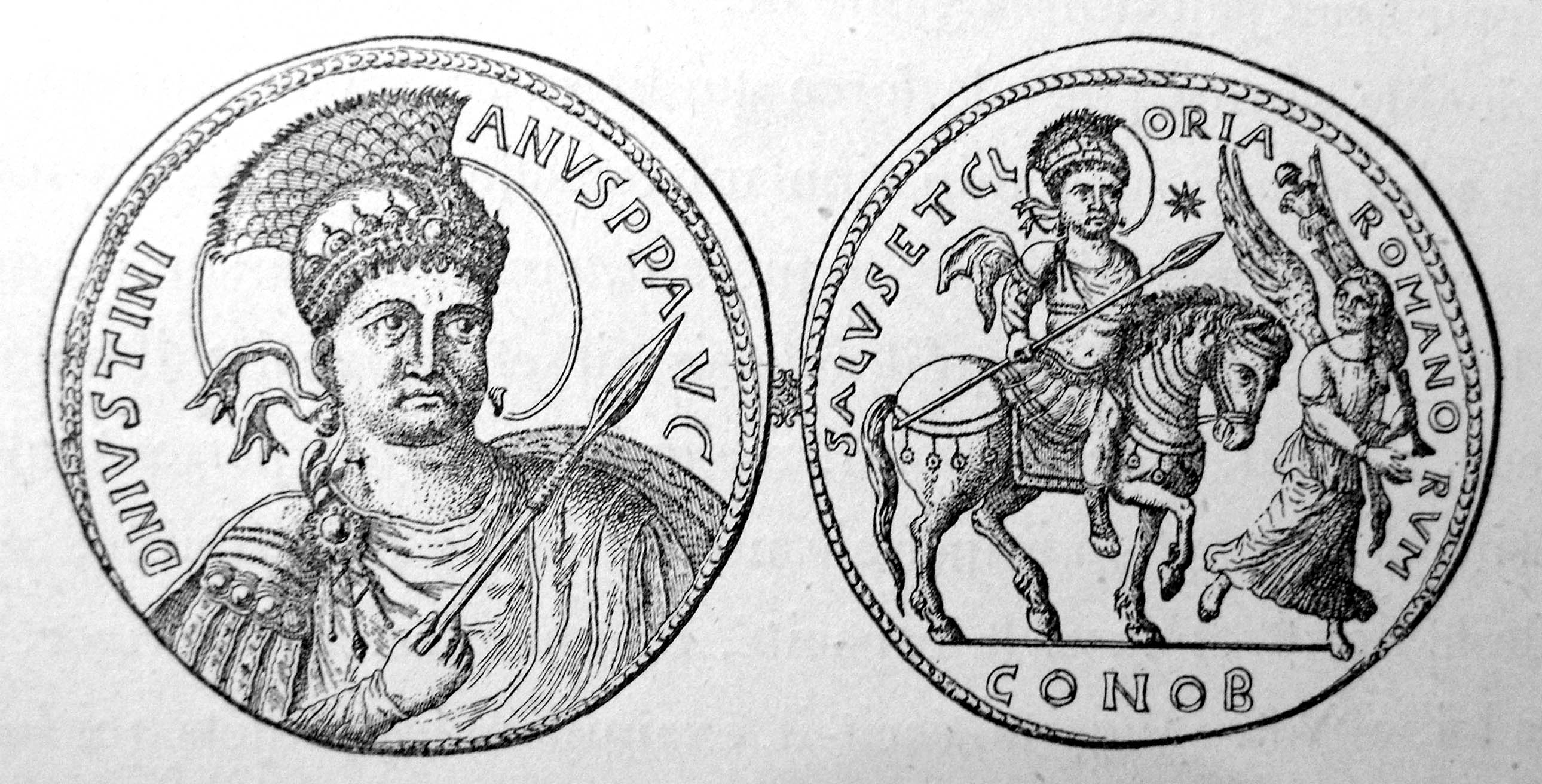
Illustrazione di un medaglione che commemora la vittoria romana nella guerra vandalica, 535 circa.

Un distaccamento romano sotto il comando di Giovanni l'Armeno inseguì il fuggitivo re vandalo per cinque giorni e notti, ed era quasi sul punto di raggiungerlo quando fu ucciso in un incidente. I Romani si fermarono per piangere il loro generale, permettendo a Gelimero di fuggire, prima a Hippo Regius e poi nella città di Medeus sul Monte Papua, sui cui abitanti Mauri poteva fidarsi. Belisario inviò 400 soldati sotto il comando dell'Erulo Fara per bloccarlo. Belisario stesso si diresse a Hippo Regius, dove i Vandali che erano fuggiti in vari santuari si arresero al generale romano, che promise loro che sarebbero stati ben trattati e inviati a Costantinopoli in primavera. Belisario fu anche fortunato nel recuperare il tesoro reale vandalo, che era stato caricato su una nave a Hippo. Bonifazio, il segretario di Gelimero, avrebbe dovuto trasportarlo in Spagna, dove anche Gelimero intendeva rifugiarsi, ma venti avversi costrinsero la nave a rimanere nel porto e alla fine Bonifazio si consegnò ai Romani in cambio della sua salvezza (ma anche in cambio di una considerevole parte del tesoro, se si presta fede a Procopio). Belisario cominciò inoltre ad estendere la propria autorità sulle province e avamposti più distanti del Regno dei Vandali: Cirillo fu inviato in Sardegna e Corsica con la testa di Tzazon come prova della sua vittoria, Giovanni fu inviato a Caesarea sulla costa della Mauretania Caesariensis, un altro Giovanni fu inviato nelle fortezze di Septem e Gadira, che controllavano lo Stretto di Gibilterra, e Apollinario a prendere possesso delle Isole Baleari. Fu inviato anche aiuto ai provinciali della Tripolitania, che erano esposti agli attacchi delle tribù locali dei Mauri. Belisario pretese inoltre dagli Ostrogoti, che lo avevano occupato in quell'anno, la restituzione del porto di Lilybaeum nella Sicilia occidentale, in quanto anch'esso faceva parte del Regno dei Vandali. Uno scambio di lettere seguì tra Giustiniano e la corte degli Ostrogoti, tramite il quale Giustiniano finì per l'essere coinvolto negli intrighi di quest'ultima, costituendo la causa prossima dell'invasione romana dell'Italia un anno dopo (535).
Nel frattempo, Gelimero continuava a rimanere bloccato da Fara nella fortezza di montagna di Medeus, ma poiché il blocco si protrasse per tutto l'inverno, Fara divenne sempre più impaziente. Attaccò la fortezza di montagna, venendo però respinto con la perdita di un quarto dei suoi soldati. Nonostante Gelimero avesse ottenuto un successo, questi non alterava la situazione senza speranza in cui si trovava in quanto egli e i suoi seguaci continuavano ad essere bloccati nella città e cominciarono a soffrire per la mancanza di cibo. Fara gli inviò dei messaggi invitandolo ad arrendersi e di risparmiare i suoi seguaci dal soffrire la fame, ma fu solo a marzo che il re dei Vandali accettò la resa dopo aver ricevuto l'assicurazione che sarebbe stato risparmiato e trattato bene. Gelimero fu quindi scortato a Cartagine.

## Conseguenze

### Il trionfo di Belisario

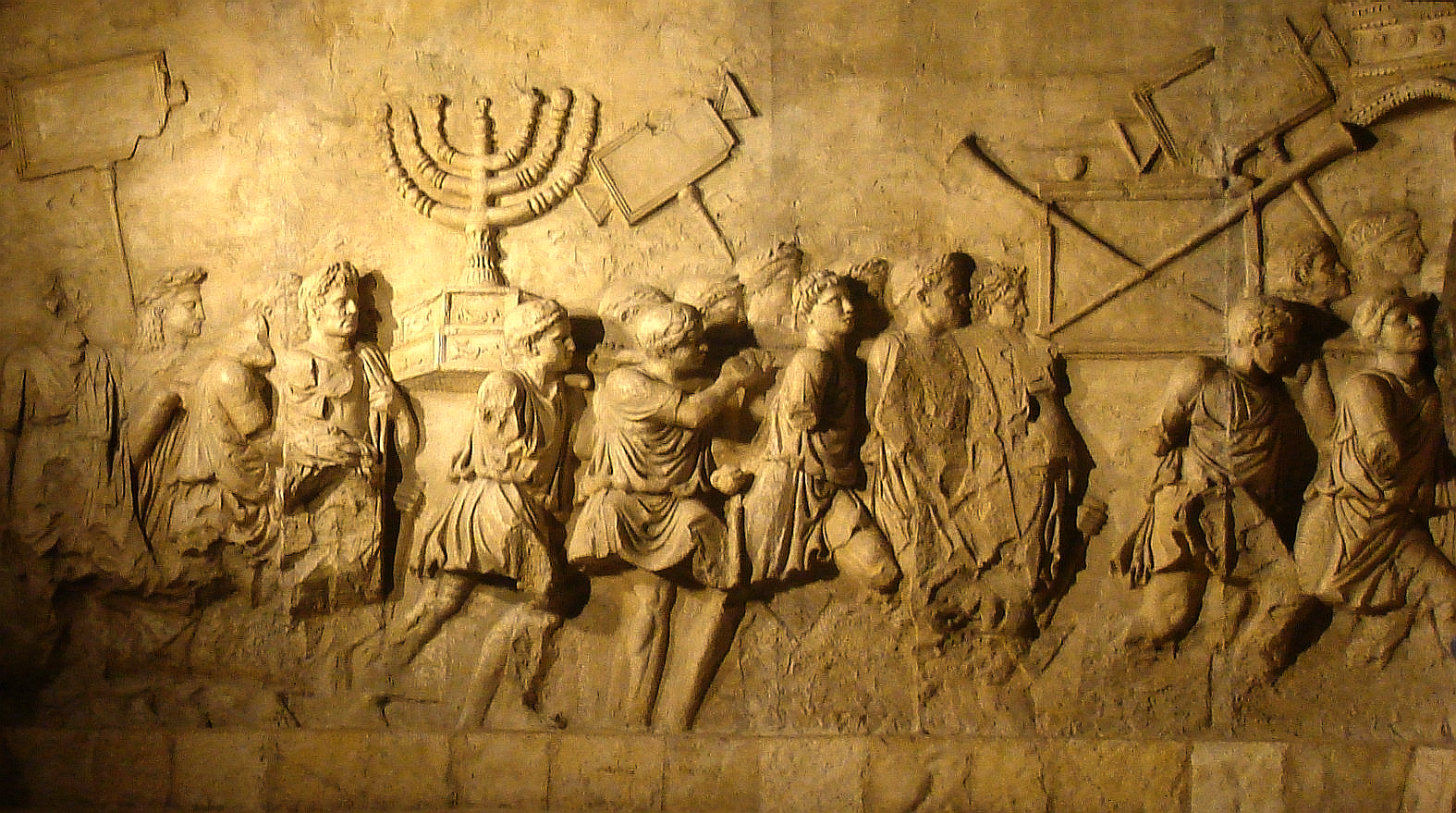
La Menorah del Tempio di Gerusalemme, raffigurata mentre viene trasportata nella processione trionfale di Tito insieme alle spoglie del Tempio sull'Arco di Tito a Roma.

Belisario non sarebbe rimasto a lungo in Africa per consolidare il suo successo, in quanto diversi ufficiali del suo esercito, sperando così di ottenere un avanzamento nella propria carriera militare, inviarono messaggeri a Giustiniano accusando Belisario di avere l'intenzione di fondare un suo regno autonomo in Africa. Giustiniano allora diede al suo generale due possibilità per mettere alla prova le sue intenzioni: o tornare a Costantinopoli o rimanere in Africa. Belisario, che aveva catturato uno dei messaggeri ed era a conoscenza delle voci diffamatorie contro di lui, decise di ritornare. Lasciò l'Africa in estate, accompagnato da Gelimero, diversi prigionieri Vandali —che furono arruolati in cinque reggimenti di Vandali Iustiniani dall'imperatore— e il tesoro vandalo, che comprendeva diversi oggetti trafugati a Roma durante il famoso sacco avvenuto 80 anni prima, tra cui le regalia imperiali e la menorah del Secondo Tempio. Giustiniano garantì a Belisario il diritto di celebrare la sua vittoria con un trionfo, cosa che non accadeva per un cittadino privato dai tempi di Lucio Cornelio Balbo nel 19 a.C. e che non accadrà mai più. Si dice che durante il trionfo Gelimero, guardando l'imperatore nel suo massimo splendore, avesse esclamato "Vanità delle vanità, tutto è vanità."
A Gelimero furono concessi ampi possedimenti terrieri in Galazia, e sarebbe stato elevato al rango di patrizio se avesse abiurato alla fede ariana, convertendosi al cristianesimo ufficiale. Belisario fu anche consul ordinarius per l'anno 535, permettendogli di celebrare una seconda processione trionfale, in cui venne trasportato per le vie seduto sulla sua sedia consolare, tenuta in alto da guerrieri vandali, mentre distribuiva alla popolazione ricchezze tratte dalla sua quota del bottino di guerra.

### Ristabilimento della dominazione romana in Africa e le guerre contro i Mauri
La guerra vandalica era terminata con un'inaspettata e rapida vittoria romana, e Giustiniano si sentì giustificato nella sua convinzione di essere stato scelto per riportare l'Impero al suo antico splendore, come si evince dalla prefazione delle leggi riguardanti l'organizzazione amministrativa delle nuove province:
(Codex Iustinianus, Libro I, XXVII)
Nell'aprile 534, venne restaurato in Africa il vecchio sistema provinciale romano; venne istituita la prefettura del pretorio d'Africa, posta sotto il controllo di un prefetto del pretorio. La nuova prefettura non era però ancora pacificata del tutto. Negli anni successivi, sotto il comando di Salomone, che ricoprì sia la carica di magister militum sia quella di prefetto del pretorio d'Africa, i Romani dovettero combattere le tribù dei Mori (Mauri) dell'entroterra. Salomone ottenne significativi successi contro di loro, ma non riuscì a portare a termine la pacificazione della provincia a causa di un dilagante ammutinamento militare nel 536. L'ammutinamento venne poi sedato da Germano, cugino di Giustiniano, e Salomone ritornò in Africa nel 539. Cadde, tuttavia, nella battaglia di Cillium nel 544 contro le tribù more unite. Solo nel 548 il valoroso generale Giovanni Troglita riuscì a sconfiggere definitivamente i Mauri e i Berberi. La provincia entrò in un'era di relativa stabilità e prosperità. Nel 591 ca. divenne un esarcato. Inoltre, sotto il regno di Eraclio, l'Africa sarebbe stata la salvezza dell'Impero, deponendo il tiranno Foca e respingendo i Sasanidi e gli Avari.